# Campoplex brevicornis
Campoplex brevicornis là một loài tò vò trong họ Ichneumonidae.